# Lebia subfasciata
Lebia subfasciata is een keversoort uit de familie van de loopkevers (Carabidae). De wetenschappelijke naam van de soort werd voor het eerst geldig gepubliceerd in 1871 door Maximilien de Chaudoir.